# Antti Pihlström
Antti Sakari Pihlström (* 22. Oktober 1984 in Vantaa) ist ein finnischer Eishockeyspieler, der seit August 2021 erneut bei HPK Hämeenlinna aus der finnischen Liiga unter Vertrag steht und dort auf der Position des linken Flügelstürmers spielt. Mit der finnischen Nationalmannschaft gewann Pihlström, der unter anderem 500 Spiele in der Kontinentalen Hockey-Liga (KHL) absolvierte, bei der Weltmeisterschaft 2011 die Goldmedaille.

## Karriere
Antti Pihlström begann seine Karriere als Eishockeyspieler in der Nachwuchsabteilung von Jokerit Helsinki, in der er bis 2002 aktiv war. Anschließend wechselte er zu den A-Junioren der Espoo Blues, für deren Profimannschaft er von 2003 bis 2005 in der SM-liiga spielte. Anschließend stand er je eine Spielzeit lang für deren Ligarivalen SaiPa Lappeenranta und HPK Hämeenlinna auf dem Eis. Nach vier Jahren in Finnlands höchster Eishockeyliga wurde Pihlström am 1. Juni 2007 von den Nashville Predators aus der National Hockey League als Free Agent unter Vertrag genommen.
In seiner ersten Spielzeit in Nordamerika erzielte der Angreifer 45 Scorerpunkte in 78 Spielen, darunter 27 Tore, für Nashvilles Farmteam Milwaukee Admirals aus der American Hockey League (AHL). Zudem kam er zu seinem Debüt in der NHL für die Predators. Nachdem Pihlström auch die Saison 2008/09 in der AHL begonnen hatte, wurde er im Laufe der Spielzeit in das NHL-Team Nashvilles beordert und erzielte in 53 Spielen zwei Tore und fünf Vorlagen. Zur Saison 2009/10 wechselte der Finne zum amtierenden schwedischen Meister Färjestad BK aus der Elitserien. Im Januar 2010 kehrte er in seine finnische Heimat zurück und schloss sich JYP Jyväskylä aus der SM-liiga an, für den er zweieinhalb Jahre auflief. Im November 2011 wurde er von Salawat Julajew Ufa aus der Kontinentalen Hockey-Liga (KHL) verpflichtet und gehörte dort stets zu den beständigsten Punktesammlern.
Im September 2015 nahm der Stürmer am Trainingslager der Columbus Blue Jackets teil, erhielt jedoch keinen Vertrag und kehrte im Oktober in die KHL zurück, diesmal zum HK ZSKA Moskau. Im September 2016 unterschrieb er einen Monatsvertrag bei Fribourg-Gottéron aus der Schweizer National League A (NLA) und wechselte nach dessen Auslaufen im Oktober 2016 zu Jokerit Helsinki zurück in die KHL. Bei Jokerit war der Finne insgesamt fünf Spielzeiten lang aktiv, ehe er im August 2021 wieder in die heimische Liiga zu HPK Hämeenlinna zurückkehrte. Dort war er zweieinhalb Jahre bis zum Januar 2024 aktiv und wechselte im Saisonverlauf zu HIKF Helsinki, wo er die Spielzeit 2023/24 beendete. Anschließend war der Stürmer bis zum November 2024 vertragslos, bis er sich mit seinem Ex-Verein Jokerit, der mittlerweile dem Spielbetrieb der zweitklassigen finnischen Mestis angehörte, auf ein Engagement.

### International
Mit der finnischen Nationalmannschaft nahm Pihlström an der Weltmeisterschaft 2008 teil und war mit fünf Toren in neun Spielen bester Torschütze seines Landes. Zudem steuerte er zwei Assists zum Erreichen des dritten Platzes bei. Bei der Weltmeisterschaft 2011 wurde er mit Finnland Weltmeister. Bei den Olympischen Winterspielen 2014 im russischen Sotschi gewann er mit der finnischen Nationalmannschaft die Bronzemedaille. Eine weitere Medaille errang der Flügelstürmer bei der Weltmeisterschaft 2016, als die Finnen Silbermedaille gewannen.
Weitere Auftritte hatte Pihlström bei den Weltmeisterschaften der Jahre 2010, 2012, 2013, 2015 und 2017.

## Erfolge und Auszeichnungen
- 2008 Bronzemedaille bei der Weltmeisterschaft
- 2011 Goldmedaille bei der Weltmeisterschaft
- 2014 Bronzemedaille bei den Olympischen Winterspielen
- 2016 Silbermedaille bei der Weltmeisterschaft

## Karrierestatistik
Stand: Ende der Saison 2023/24

### International
Vertrat Finnland bei:
| - Weltmeisterschaft 2008 - Weltmeisterschaft 2010 - Weltmeisterschaft 2011 - Weltmeisterschaft 2012 - Weltmeisterschaft 2013 | - Olympischen Winterspielen 2014 - Weltmeisterschaft 2015 - Weltmeisterschaft 2016 - Weltmeisterschaft 2017 |

(Legende zur Spielerstatistik: Sp oder GP = absolvierte Spiele; T oder G = erzielte Tore; V oder A = erzielte Assists; Pkt oder Pts = erzielte Scorerpunkte; SM oder PIM = erhaltene Strafminuten; +/− = Plus/Minus-Bilanz; PP = erzielte Überzahltore; SH = erzielte Unterzahltore; GW = erzielte Siegtore; 1 Play-downs/Relegation; Kursiv: Statistik nicht vollständig)